# Homoseksualiteit (Kellendonk)
Homoseksualiteit. Een radiolezing is een voordracht van de Nederlandse schrijver Frans Kellendonk die hij hield in 1984 en die werd gepubliceerd in 2018.

## Geschiedenis
Kellendonk was openlijk homoseksueel maar had er een ambivalente houding tegenover. Homoseksualiteit komt prominent voor het voetlicht in zijn roman Mystiek lichaam, maar nauwelijks in zijn andere werken. Hij heeft zich er weinig publiekelijk over uitgelaten, ook al hield hij er een lezing over bij CREA. In 1984 hield hij deze lezing voor het radioprogramma Homonos. Hierin hekelde hij de opkomst van de zogenaamde homowetenschappen, die hij toeschreef aan wetenschappers die er niet in slaagden in andere vakgebieden een professoraat te bemachtigen en daarom deze 'pseudowetenschap' in het leven zouden hebben geroepen. In zijn radiolezing riep hij, ironisch, op tot: "De homoseksualiteit de wereld uit, te beginnen met Nederland". In mei 2018 werd deze lezing als zelfstandig werk gepubliceerd, voorzien van een nawoord van Jaap Goedegebuure, de biograaf van Kellendonk, en voorzien van twee illustraties van Gummbah die eerder in de Volkskrant waren verschenen. Bovendien is de uitgave voorzien van een bijlage in de vorm van een CD die de oorspronkelijke radiolezing bevat. Deze bijdrage is niet opgenomen in zijn op 19 november 2015 verschenen Verzameld werk, noch in de bibliografie van Bouwman/Braches uit 2008. 

### Uitgave
Het werd uitgegeven door en op initiatief van boekhandel Minotaurus te Amsterdam samen met en gedrukt door Hinderickx & Winderickx te Utrecht. Door deze laatste werd het gezet uit de letter Baskerville: zestig arabisch gedrukt op Zerkall-Bütten Edelweißpapier, twintig romeins genummerde gedrukt op Zerkall-Bütten Elbenfeinpapier, alle op de pers genummerde exemplaren. De zestien ongenummerde pagina's werden ingenaaid en voorzien van een los omslag, de romeins genummerde exemplaren werden gebonden in kwartleer door Binderij Phoenix.